# SIG Sauer P228
SIG Sauer P228 —  пистолет, выпускающийся одноимённой швейцарско-германской компанией.

## Описание
SIG Sauer P228 был разработан в 1988 году в качестве более компактного варианта пистолета SIG Sauer P226.
У пистолета SIG Sauer P228 такая же конструкция, как и у Р226, но отличается от него более коротким стволом и затвором, а также рукояткой. Магазин двухрядный, рассчитанный на 13 (вместо 15) патронов.  Любые пистолеты Р229 можно переоборудовать под патрон 9х19 Парабеллум путём замены ствола и возвратной пружины, и использования магазинов от Р228. Переделка пистолетов Р228 под калибры .357 SIG и .40 S&W невозможна.
Пистолеты Р228 и Р229 используют для перезарядки энергию отдачи при коротком ходе ствола. Запирание ствола осуществляется по модифицированной Браунинговской схеме, одним массивным выступом на казённой части ствола за окно для выброса гильз. Снижение ствола для отпирания осуществляется при взаимодействии фигурного выреза в приливе под казённой частью ствола со стальным вкладышем рамки. Сама рамка пистолета выполнена из алюминиевого сплава, пистолеты последних выпусков также могут иметь более тяжелую рамку из нержавеющей стали. Кожух затвора выполнен штамповкой из стального листа (у Р228) или фрезерован из стальной заготовки (у Р229), в его задней части находится массивный стальной вкладыш – затвор, жестко закреплённый поперечным штифтом. Ударно-спусковой механизм – самовзводный (или только самовзводный), с открыто расположенным курком и автоматической блокировкой ударника при ненажатом спусковом крючке. Неавтоматических предохранителей пистолет не имеет, на левой стороне рамки позади спускового крючка расположен рычаг безопасного спуска курка с боевого взвода. Прицельные приспособления открытые, на служебных вариантах – нерегулируемые, с белыми или светящимися вставками. Целик установлен на затворе в поперечном пазу типа «ласточкин хвост». Магазины двухрядные, защёлка магазина располагается сбоку на рукоятке, в основании спусковой скобы.

## Варианты и модификации
- M11 - P228 для армии США

- M11-A1 - модификация с фосфатным покрытием металлических частей и прицелом "Sig Lite Night Sight"

- P229 - модель образца 1992 года

- P229R (P229 Rail) - модель с прицельной планкой "Пикатинни" на рамке (для установки лазерного целеуказателя под стволом)
- P229 E2 (Enhanced Ergonomics) - модель, представленная в феврале 2010 года, компанией Sauer SIG (представитель швейцарской компании Swiss Arms AG в США). Отличается улучшенной эргономикой - монолитная структура рукояти и улучшенные текстуры её поверхности. Это позволило уменьшить размер задней части рукояти и обеспечить больший комфорт стрельбы из пистолета. Модель SIG E2 P229 сделана под патрон 9x19 Парабеллум и имеет нитроновую отделку (Нитроновая отделка корпуса – специальная разработка компании Sauer SIG, отличительными характеристиками которой являются высокая износостойкость, защита от коррозии и антибликовое покрытие).

## Аксессуары
Для пистолетов P228 выпускаются аксессуары и дополнительное оборудование:
- тактические фонари;
- целик и мушка со светящимися вставками, облегчающими прицеливание в условиях недостаточной освещённости ("Sig Lite Night Sight");
- лазерные целеуказатели (в частности, Crimson Trace LG-429M laser sight for Sig Sauer P228/P229)
- эргономические накладки на рукоять из синтетической резины (Sig Sauer P228 Hogue Wraparound Rubber Finger Groove grips)

## Страны-эксплуатанты
Оружие широко применяется различными силовыми структурами разных стран мира, а также успешно продаётся на гражданском рынке.
- США - Р228 (под наименованием М11) c 1989 года находится на вооружении в качестве табельного оружия некоторых категорий военнослужащих (в частности, военной полиции США). Также, пистолеты P226, Р228 и Р229 Архивная копия от 14 октября 2013 на Wayback Machine используются полицейскими спецподразделениями[4], Секретной службой США, сотрудниками ФБР, DEA и полиции.
- Индонезия - некоторое количество на вооружении коммандос (группы боевых пловцов "Komando Pasukan Katak" и спецподразделения "Komando Pasukan Khusus")[5]
- Польша - SIG-Sauer P228 используется спецподразделением GROM[6]
- полный список (англ.)